# Dyrzela bosca
Dyrzela bosca är en fjärilsart som beskrevs av Swinhoe 1890. Dyrzela bosca ingår i släktet Dyrzela och familjen nattflyn. Inga underarter finns listade i Catalogue of Life.